# Diphymyces leschenii
Diphymyces leschenii är en svampart som beskrevs av M.B. Hughes, A. Weir & C. Judd 2004. Diphymyces leschenii ingår i släktet Diphymyces och familjen Laboulbeniaceae.   Inga underarter finns listade i Catalogue of Life.